# Ray Nunatak
Ray Nunatak är en nunatak i Antarktis. Den ligger i Västantarktis. Argentina och Storbritannien gör anspråk på området. Toppen på Ray Nunatak är 1 630 meter över havet, eller 43 meter över den omgivande terrängen. Bredden vid basen är 0,94 km.
Terrängen runt Ray Nunatak är kuperad österut, men västerut är den platt. Trakten är obefolkad. Det finns inga samhällen i närheten.